# Mariette d'Enghien

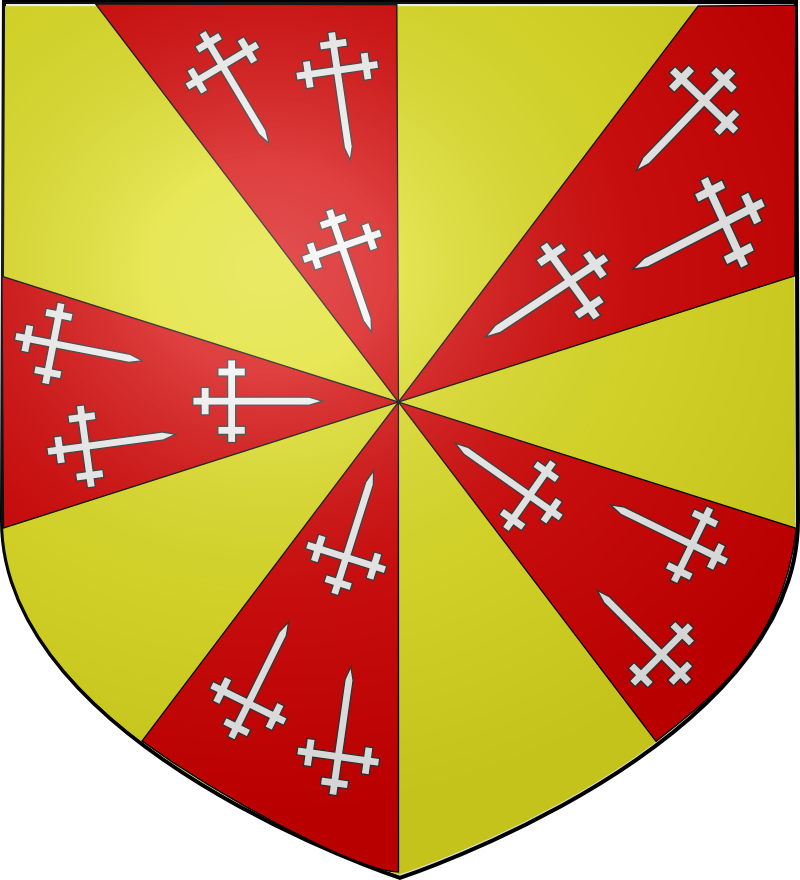
Escudo de armas de la familia d'Enghien.

Mariette de Enghien, nacida Yolanda d'Enghien (murió c. 1402), fue una noble francesa, amante del príncipe francés Luis de Valois duque de Orleans, hermano del rey Carlos VI de Francia.

## Vida
Mariette (nacida Yolanda) de Enghien era hija de Jacques de Enghien, señor de Mons y de su primera esposa, Marie de Roucy de Pierrepont. Era conocida como la Dama de Wiège y Fagnoles, tierras que heredó de su tío y su abuelo. En 1389, se casó con Aubert de Flamenc, Señor de Cany y chambelán del rey Carlos VI de Francia.
Mariette d'Enghien se convirtió en la amante de Luis de Valois, duque de Orleans, hermano del rey Carlos VI. Su hijo, Juan de Dunois, nació en 1402 y se convirtió en el compañero de armas de Juana de Arco.
Murió en Claix en los Alpes, donde todavía se puede admirar su casa. Fue de acuerdo con los escritos de la época, bella y elegante. Además, era la "que mejor bailaba".

## En la ficción
Es un personaje de la novela In a Dark Wood Wandering de Hella S. Haasse.